# Кальміуське
Ка́льміуське (до 1949 року — селище Каракуббу́д, до травня 2016 — Комсомо́льське) — місто у Донецькій області України, центр Кальміуської громади і Кальміуського району.

## Географія
Розташоване в південно-східній частині області, на річці Кальміус (басейн Азовського моря). Відстань до Донецька становить близько 59 км і проходить автошляхом Т 0508.
Із 2014 р. внесено до переліку населених пунктів на Сході України, на яких тимчасово не діє українська влада.
Займає територію 7 км², із них 37 % під забудовою. На одного жителя припадає 40 м² зелених насаджень. Середня температура січня −6, липня +21,5. За рік випадає 460 мм опадів.
Головне підприємство — ВАТ «Комсомольське рудоуправління» з трьома кар'єрами. Видобуває флюсовий вапняк для металургійних заводів, видобуває будівельний щебінь. Останніми роками відвантажує споживачам 7-8 млн тонн вапняку. Флюси купують підприємства України, Росії, Білорусі, Азербайджану. Діяльність рудоуправління багато в чому визначає життя міста. За його безпосередньої участі прокладають магістральний газогін, будують і ремонтують житло, асфальтують дороги.
У місті діють 3 дитячих садки, спорткомплекс, лікарня, дитячий санаторій «Струмок».
Поблизу міста розташована геологічна пам'ятка природи місцевого значення Відслонення нижнього карбону.

## Історія
Засноване в 1933 р. як селище Каракуббуд у зв'язку з будівництвом копалень для видобутку вапняку. Статус міста присвоєно у 1957 р. У 1959 р. чисельність населення становила 15,4 тис. осіб. 12.05.2016 року Верховної Ради України постановила надати місту назву Кальміуське. Постанова набирає чинності з дня, наступного за днем її опублікування.

### Війна на сході України2014 року
28 серпня 2014 року місто було повторно звільнене від російських агресорів. Того дня ротно-тактична група 92-ї бригади рухалась в район Старобешевого з метою деблокування українських підрозділів в Іловайську. В 5 км на схід від міста колона потрапила під масований обстріл російських військ з РСЗВ «Град», мінометів і танків. Загинув солдат Володимир Усенко разом з військовослужбовцями 42-го батальйону територіальної оборони Євгеном Мельничуком, Володимиром Татомиром та Максимом Харченком. 29 серпня 2014 року смертельно поранений у голову осколком міни поблизу міста старший солдат Артем Ус — його підрозділ займався підготовкою «коридору» для виходу з оточення під Іловайськом українських підрозділів.
У ніч із 1 на 2 вересня українські військові відбили штурм бойовиків. Український гранатометник першої оперативної бригади Національної гвардії України підбив 2 автомобілі із бойовиками. 2 вересня фінансовані РФ бойовики здійснили обстріл міста з установок РСЗВ БМ-21 «Град».
З інформації, яку оприлюднено 11 вересня речником РНБО, випливає, що під контроль бойовиків потрапили Кальміуське та Бойківське, унаслідок цього Україна перестала контролювати східну ділянку державного кордону.

## Освіта
Працює 3 загальноосвітніх школи (станом на 01.01.2011 — 1299 учнів), музична школа, професійний машинобудівний ліцей, індустріальний технікум.

### Історія шкіл міста
У 1924 році на хуторі Велика Андріївка була відкрита початкова школа з українською мовою навчання, у якій навчалося 30 учнів. У вересні 1935 року школа стала семирічкою. В 1935—1937 роках у п. Каракуббуд було збудовано нове двоповерхове приміщення школи на 400 міст по вулиці Кірова.
З 1 вересня 1937 року школа стала десятирічкою, а 7 листопада було відкрито нове приміщення. Заклад став називатися «Школа імені 20-річчя Великої Жовтневої революції». Під час війни у приміщенні школи був німецький шпиталь. Сама споруда була фактично знищена і відбудована тільки 1946 року.
В 1945 році зі школи було виділено два заклади: «Школа імені 20-річчя Великої Жовтневої революції» (з 1946 — Середня школа № 1) та Середня українська школа (з 1946 — Середня школа № 2). У 1951 році було побудовано ще одна шкільна будівля й організована восьмирічна школа, яка отримала порядковий номер 3. З 1 вересня 1952 року в місті з'явилася ще одна нова школа — № 4, з вересня 1955 року — середня школа № 5.
До початку 1980-х років у місті став спостерігатися спад народжуваності та школи стали закривати: у 1975 році була закрита школа № 4, у 1979 — школа № 3.
Станом на 2015 рік у місті функціонує три школи, з котрих дві загальноосвітні I—III ступенів (1-11 клас), а одна — I—II ступенів (1-9 клас).

## Населення
| | На 01.01.2008 р. | На 01.01.2009 р. | На 01.01.2010 р. | На 01.01.2011 р. |
| --------------------------------------------------------------------------------------------------- | ---------------- | ---------------- | ---------------- | ---------------- |
| Всього, чол.                                                                                        | 13278            | 13667            | 13664            | 13636            |
| дітей дошкільного віку                                                                              | 870              | 1022             | 790              | 792              |
| дітей шкільного віку                                                                                | 1853             | 1561             | 1785             | 1795             |
| громадян пенсійного віку                                                                            | 4617             | 4591             | 4600             | 4300             |
| працездатне населення                                                                               | 5938             | 6493             | 6477             | 6749             |
| кількість працюючих на підприємствах, установах, організаціях усіх форм власності та господарювання | 4990             | 5209             | 5312             | 4900             |

### Національний склад
Розподіл населення за національністю за даними перепису 2001 року:
| Національність  | Відсоток |
| --------------- | -------- |
| українці        | 57.24%   |
| росіяни         | 35.92%   |
| греки           | 4.47%    |
| білоруси        | 0.61%    |
| азербайджанці   | 0.37%    |
| вірмени         | 0.21%    |
| татари          | 0.17%    |
| сакартвельці    | 0.71%    |
| інші/не вказали | 0.30%    |

### Мова
Розподіл населення за рідною мовою за даними перепису 2001 року:
| Мова            | Кількість | Відсоток |
| --------------- | --------- | -------- |
| російська       | 11591     | 91.47%   |
| українська      | 1025      | 8.09%    |
| грецька         | 6         | 0.05%    |
| вірменська      | 3         | 0.02%    |
| румунська       | 2         | 0.02%    |
| білоруська      | 1         | 0.01%    |
| німецька        | 1         | 0.01%    |
| інші/не вказали | 43        | 0.33%    |
| Усього          | 12672     | 100%     |

За даними перепису 2001 року населення міста становило 12672 особи, з них 8,09 % зазначили рідною мову українську, 91,47 % — ⁣російську, 0,05 % — ⁣грецьку, 0,02 % — ⁣вірменську та румунську, 0,01 % — ⁣білоруську та німецьку мови.

## Відомі люди
- Халаджі Дмитро — український спортсмен, чемпіон України з паверліфтингу. Автор понад двох десятків силових рекордів, занесених до Книги рекордів України, Книгу рекордів Росії, Всесвітню Книгу рекордів Гіннеса.
- Цис Василь Трохимович  — Герой Радянського Союзу.
- Жирохов Михайло Олександрович — український історик
- Плетньова Ольга Едуардівна – російська актриса театру, кіно і дубляжу.
- Матюшенко Валерій- Підприємець.Він перебував у полоні з липня 2017 року. Російські окупанти звинуватили його у допомозі українським військовим та "засудили" до 10 років ув'язнення.Звільненний 28 червня 2024